# Svenska skorstensfejareförbundet
Svenska skorstensfejareförbundet var ett svenskt fackförbund inom Landsorganisationen (LO) som ursprungligen bildades 1900 under namnet Svenska skorstensfejeriarbetareförbundet men upplöstes året därpå 1901. 1919 återuppstod förbundet och nämnändrades 1976 till Svenska skorstensfejareförbundet. Förbundet upplöstes 1981 då det uppgick i Svenska kommunalarbetareförbundet.

## Historia
Yrket har funnits i många hundra år. Trots att skråväsendet avskaffades officiellt 1846 levde många traditioner kvar inom yrket. Men det fick en ny inriktning genom det fackliga genombrottet och 1896 bildades Stockholms skorstensfejeriarbetetarefackförening. Den följdes av andra föreningar på olika platser i landet. 
- 1900 startades Svenska skorstensfejeriarbetareförbundet av tre fackföreningar som lämnade Svenska grov- och fabriksarbetareförbundet men ekonomin var dålig och förbundet upplöstes åter 1901 och medlemmarna återvände till Grov och fabriks.
- 1918 lämnade åter sju fackföreningar Grov och fabriks p.g.a. missnöje och inkallade en konferens i Göteborg där Svenska skorstensfejeriarbetareförbundet bildades. Ordförande blev Arthur Karlsson.
- 1921 inrättades en arbetslöshetskassa och i samarbete med Skorstensfejarnas förbund även en fackskola för skorstensfejare.
- 1923 hade förbundet 306 medlemmar. [1]
- 1942 slöts det första riksavtalet och man hade tidigare tillkämpat sig goda villkor, bl.a. två veckors semester under 1920-talet, som ökade till tre veckor 1932 och till fyra på många platser 1935. Man hade även sjuklön och trygghet i anställningen.
- 1950 hade förbundet 14 avdelningar med 907 medlemmar.
- 1980 hade förbundet 1434 medlemmar, varav 1427 män och 7 kvinnor. [1]
- 1981 hade kommunaliseringen pågått i ett tiotal år och förbundet närmade sig alltmer Svenska kommunalarbetareförbundet för att detta år helt uppgå i detsamma.

### Fotnoter
1. 1 2  Nordin, Rune (1981). Den fackliga arbetarrörelsen. 1, Uppkomst och utveckling (1. uppl.). Stockholm: Prisma i samarbete med Landsorganisationen i Sverige. Libris 256335. ISBN 91-518-1470-6 (inb.)